# Asociación Sueca de Fútbol
La Asociación Sueca de Fútbol (SvFF) (en sueco: Svenska Fotbollförbundet) es la institución responsable de organizar el fútbol en Suecia, con sede central en la localidad de Solna. Organiza la liga sueca de fútbol (Allsvenskan) y la selección mayor (como también menores y femenina) nacional.
Fue fundada el 18 de diciembre de 1904 y desde aquel entonces está afiliada a la FIFA. El primer partido internacional se jugó en Gotemburgo el 12 de julio de 1908, frente a la Selección de fútbol de Noruega, ganando Suecia 11-1.

## Asociación Sueca de Balón
La Asociación Sueca de Fútbol tuvo sus orígenes en la Asociación Sueca de Balón (SBF) (en sueco: Svenska Bollspelsförbundet), formada el 6 de mayo de 1902 en Estocolmo. Ésta era un sindicato deportivo sueco formado a principios de los años 1900 que organizó diferentes concursos en el juego de pelota como el hockey y el fútbol, antes de que tuvieran sus propios sindicatos. El sindicato se disolvió finalmente en 1906.
En 1902 organizó una serie de fútbol de primera Federación de Suecia.
Un año después, en 1903, organizó la primera competición sueca de hockey con ocho equipos a través de la recientemente creada Asociación de Hockey.
Considerada como una de las Asociaciones deportivas más antiguas e influyentes de la época, fue uno de los miembros fundadores de la Federación Internacional de Fútbol Asociación (FIFA), que vio la luz el 21 de mayo de 1904 en París.

## Selección Masculina a nivel mundial
Suecia a nivel mundial es una selección respetada, manteniendo su lado fuerte en la altura de sus jugadores, como también en su fuerza.
Su posible debilidad es tal vez el individualismo de los jugadores, ya que está compuesta por jugadores muy exitosos a nivel mundial como jugadores de nivel local, sin embargo es un equipo sumamente peligroso que más de una vez ha causado problemas a selecciones más prestigiosa que ella.
Ha participado en las siguientes Copa Mundial de Fútbol: 1934, 1938, 1950, 1958, 1970, 1974, 1978, 1990, 1994, 2002, 2006, 2014 y 2018.
Consiguiendo su mejor ubicación en el Mundial que se disputó en su país en 1958, consagrándose subcampeona, perdiendo la final ante Brasil. También obtuvo la medalla de oro en los Juegos Olímpicos de 1948.
En la clasificación de la FIFA, Suecia generalmente se ubica entre el 10.º y 15.º lugar, aunque ha llegado a estar entre las diez mejores, como también en posiciones mayores al 15 vo. puesto.

## Selección Femenina a nivel mundial
A nivel femenino las suecas son unos de los mejores equipos, combina un juego habilidoso como veloz.
A diferencia de la selección masculina, la femenina se ubican generalmente en los primeros 3 puestos de la Clasificación Femenina de la FIFA, siendo con Alemania, los Estados Unidos y Noruega, uno de los combinados más peligroso y goleador.
Es uno de los siete países (junto a Alemania, Brasil, los Estados Unidos, Japón, Nigeria y Noruega) que ha participado en todas las Copas del Mundo: 1991, 1995, 1999, 2003, 2007 y 2011.

## Asociaciones de fútbol de distrito
El fútbol sueco se basa en un sistema piramidal de una sola liga. Mientras que la SvFF administra las ligas más importantes, los 24 distritos o asociaciones regionales administran el fútbol juvenil y las ligas de nivel inferior de la División 4 (hombres) y la División 3 (mujeres), respectivamente, y más adelante.
Las 24 organizaciones de distrito son los siguientes:
| - Blekinge Fotbollförbund - Bohusläns Fotbollförbund - Dalarnas Fotbollförbund - Dalslands Fotbollförbund - Gestriklands Fotbollförbund - Göteborgs Fotbollförbund - Gotlands Fotbollförbund - Hallands Fotbollförbund | - Hälsinglands Fotbollförbund - Jämtland-Härjedalens Fotbollförbund - Medelpads Fotbollförbund - Norrbottens Fotbollförbund - Skånes Fotbollförbund - Smålands Fotbollförbund - Södermanlands Fotbollförbund - Stockholms Fotbollförbund | - Upplands Fotbollförbund - Värmlands Fotbollförbund - Västerbottens Fotbollförbund - Västergötlands Fotbollförbund - Västmanlands Fotbollförbund - Ångermanlands Fotbollförbund - Örebro Läns Fotbollförbund - Östergötlands Fotbollförbund |